# The Eternal
The Eternal je šestnácté studiové albu Sonic Youth, které bylo vydáno 9. června 2009. Do té doby jejich poslední album Rather Ripped bylo vydáno v roce 2006, a tato tříletá pauza mezi jednotlivými alby je zatím u skupiny nejdelší, jaká kdy byla. Album obsahuje 12 písní, jeho obal nakreslil John Fahey.

## Seznam skladeb
1. „Sacred Trickster“ (zpívá Gordon) (2:11)
2. „Anti-Orgasm“ (Gordon/Moore) (6:08)
3. „Leaky Lifeboat (pro Gregoryho Corsa)“ (Vocals Gordon/Moore/Ranaldo) (3:32)
4. „Antenna“ (zpívá Moore) (6:13)
5. „What We Know“ (zpívá Ranaldo/Gordon) (3:54)
6. „Calming the Snake“ (zpívá Gordon) (3:35)
7. „Poison Arrow“ (zpívá Ranaldo/Gordon/Moore) (3:43)
8. „Malibu Gas Station“ (zpívá Gordon) (5:39)
9. „Thunderclap for Bobby Pyn“ (zpívá Moore) (2:38)
10. „No Way“ (zpívá Moore) (3:52)
11. „Walkin Blue“ (zpívá Ranaldo) (5:21)
12. „Massage the History“ (zpívá Gordon) (9:43)